# 徐卓儿
徐卓儿（2000年6月2日—），中国大陆女演员。因出演2025年上映的电影《戏台》(由陈佩斯执导)而进入公众视野。

## 影视作品
| 首播年份 | 类型 | 剧名 | 角色 | 备注               |
| 2025年   | 电影 | 戏台 | 思玥 | 军阀洪大帅的六姨太 |